# Laura Pérez
Laura Pérez es una destacada cantautora colombiana nacida el 4 de junio de 2000 en Bogotá, reconocida por su estilo musical honesto y sensible. Su propuesta artística fusiona influencias tradicionales latinoamericanas con géneros como el rock, el blues y el pop, creando un sonido distintivo que resuena profundamente con su audiencia. Debutó oficialmente en 2020 con su EP "Retazos" y, en un lapso de cinco años, se ha consolidado como un referente clave entre las mujeres cantautoras de la capital colombiana. Su trayectoria culminó con el lanzamiento de su álbum debut, "La Chinita", en 2025. Las letras de Laura Pérez a menudo exploran las emociones humanas y sus transformaciones, estableciendo una conexión íntima y duradera con quienes la escuchan.
Un aspecto notable de su trayectoria es la elección y adopción del nombre "La Chinita" para su álbum debut y como una extensión de su identidad artística. Este término, que en Bogotá es una forma cariñosa de referirse a las amigas, fue una decisión deliberada que refuerza su conexión con sus raíces bogotanas y genera una cercanía inmediata con su público local. Esta estrategia no solo la distingue entre otras artistas con el mismo nombre, sino que también crea una marca única, profundamente arraigada en su origen y en la relación personal que establece con su ciudad. La forma en que su identidad se entrelaza con su lugar de nacimiento le permite destacar y ser fácilmente recordada.  
Además, su rápido ascenso y posicionamiento en el diverso panorama musical de Bogotá es digno de mención. A pesar de que Bogotá es una ciudad con una escena musical "mega diversa" , Laura Pérez logró convertirse en un "referente de las mujeres cantautoras" en tan solo unos pocos años desde su debut en 2020. Este veloz reconocimiento indica que su enfoque auténtico y sensible logró resonar de manera significativa, ya sea ocupando un nicho particular o sobresaliendo dentro del género pop predominante. Su capacidad para establecerse como una figura influyente en un período tan corto demuestra un impacto artístico considerable y una fuerte conexión con su público.. 

## Biografía y Formación Musical

### Primeros Años e Inicios Musicales
Laura Pérez nació en Bogotá, Colombia, la ciudad que ha sido una constante fuente de inspiración para su proyecto musical. Su primera experiencia con la música se remonta a los cinco años, cuando ya experimentaba componiendo melodías. A los once años, su padre le regaló una guitarra acústica, un instrumento que se convertiría en una parte fundamental de su vida y expresión artística. Laura considera la guitarra no solo un instrumento, sino su "compañera, amiga, confidente y propuesta musical". Desarrolló sus habilidades de forma autodidacta, aprendiendo las canciones que le gustaban y utilizando recursos en línea, como YouTube, para expandir su conocimiento.
Alrededor de 2015, mientras cursaba noveno grado, Laura se dio cuenta de su profunda pasión por la música y tomó la decisión de dedicarse a ella profesionalmente. Sus padres, especialmente su padre, le brindaron un apoyo incondicional en esta elección, sin imponerle restricciones sobre su camino.   

### Educación Musical
A pesar de su aprendizaje empírico inicial, Laura Pérez buscó una formación profesional en música. Estudió la carrera de Formación Musical en la Universidad El Bosque, donde obtuvo su título de Maestra en Música. Durante sus estudios, eligió la voz como su instrumento principal, descubriendo que sus experiencias diarias, tanto las luchas como las alegrías, podían transformarse en melodías.   
El desarrollo artístico de Laura Pérez se caracteriza por una combinación natural de su pasión temprana y autodirigida, influenciada por el entorno musical de su familia, que luego se formalizó a través de su estudio académico. Esta progresión desde una conexión profundamente personal con la música hasta una búsqueda artística estructurada sugiere que su estilo auténtico está arraigado en su crianza y vivencias, más allá de ser solo un producto de la formación formal.

### Influencias Artísticas
La base musical de Laura Pérez fue significativamente moldeada por los artistas que sus padres escuchaban con frecuencia, incluyendo a figuras icónicas como Mercedes Sosa, Juan Luis Guerra, Silvio Rodríguez y Carlos Vives. Además de estas raíces latinoamericanas, su sonido también incorpora influencias del rock and roll, el blues, el rock en español y otros cantautores latinoamericanos, lo que le permite crear una combinación de matices que acompañan y se adaptan a las necesidades de sus letras.   
La guitarra acústica es un elemento fundamental en la identidad artística de Laura Pérez. La constante referencia a este instrumento como su "compañera, amiga, confidente y propuesta musical"  y su "refugio"  va más allá de su función como acompañamiento. Sugiere una profunda simbiosis emocional y creativa. La guitarra no es solo una herramienta, sino una extensión de su voz y de su núcleo emocional, central para sus "sonidos acústicos y las letras sinceras". Esto indica que su sonido acústico y su entrega íntima están intrínsecamente ligados a su relación personal con el instrumento, que le sirve tanto como medio creativo como ancla emocional.   

## Estilo y Temáticas Musicales

### Identidad Musical y Fusión de Géneros
Laura Pérez se define principalmente como una "cantautora". Su música es descrita de manera consistente como honesta, cruda y sensible. Ella misma enfatiza que se dedica a escribir canciones desde "los lugares más honestos y sensibles de mí". Aunque no se limita a un único género, su sonido incorpora fluidamente elementos del pop, rock, blues y balada pop. Logra fusionar magistralmente "sonidos de música con la que crecieron generaciones anteriores" con "la frescura y emoción de una voz joven". Su sonido particular ha evolucionado gracias a una profunda exploración y amor por las músicas latinoamericanas, que se combinan con influencias anglo.   

### Temáticas Líricas
La composición de Laura Pérez se adentra en el "poder de las emociones y la magia de las palabras". Sus canciones se caracterizan por estar "llenas de verdad e historia". Una fuente significativa de inspiración para ella es la observación de la experiencia humana: "ver al ser humano ser. Ser enamorado, ser triste, ser feliz". Su EP debut "Retazos" recopila específicamente "experiencias fuertes que alguna vez vivió y las retrató por medio de la música". La canción "El Final" de este EP, por ejemplo, expresa vívidamente "todas las sensaciones que nacen después de una ruptura amorosa". Su canción insignia, "Buenos Días", fue concebida durante una noche de insomnio, reflejando sus deseos y anhelos personales.   

### Conexión con la Audiencia
La voz, las letras y la actitud sincera de Laura Pérez fomentan una "relación muy cercana entre Ella y su público, como pocas he visto en actos en vivo en Colombia". Su objetivo es conectar de manera profunda e íntima con sus oyentes. Ofrece su música con la intención de que "acompañe, te construya, y te enseñe tanto como a mí".   
La insistencia en términos como "honestos y sensibles" , "honestidad y crudeza" , y "letras sinceras"  apunta a la autenticidad como una característica definitoria de su música. Esta cualidad no es solo una elección estilística; se vincula directamente con la creación de una "relación muy cercana entre Ella y su público". En un mercado a menudo impulsado por tendencias comerciales, su compromiso con la narrativa personal y sin filtros le permite forjar conexiones más profundas y significativas. Esto la posiciona como un "referente" , lo que sugiere que su éxito se debe en gran medida a la resonancia emocional que logra a través de su vulnerabilidad, transformando experiencias personales en temas universales.   
Bogotá no es solo su lugar de nacimiento, sino una profunda fuente de inspiración creativa. Laura Pérez se describe a sí misma como "más rola que el Transmilenio" , y su álbum "La Chinita" es un "gran homenaje a Bogotá"  y una "carta de amor a su tierra natal". Ella misma afirma que "Bogotá es una ciudad muy inspiradora. Es cambiante y caótica... pero también es romántica". Incluso, su amor por la ciudad "nació en allá, estando lejos" , lo que implica una apreciación más profunda obtenida a través de la distancia. Esta perspectiva transforma la ciudad de un simple escenario a un participante activo en su proceso artístico, permitiendo que su música resuene específicamente con los bogotanos, a la vez que mantiene un atractivo más amplio.   

## Carrera Artística y Discografía
Laura Pérez inició oficialmente su carrera musical en 2020 , marcando el comienzo de una trayectoria caracterizada por una progresión constante y un desarrollo artístico notable.   

### Debut y Primeros Lanzamientos (2020-2021)
Su primer trabajo discográfico fue el EP "Retazos", lanzado en octubre de 2020. Este EP incluyó tres canciones: "Azulado", "Cuántas Veces" y "El Final". "Retazos" fue concebido con la intención de crear una atmósfera de cercanía con el oyente, buscando que Laura pudiera entregar su música de la forma más personal para transmitir el sentimiento y la verdad de sus historias. La producción de este EP estuvo a cargo de JEG (Juan Esteban González "JEG"), la mezcla fue realizada por Oscar Acosta y la masterización por Felipe López, todo grabado en Altar Audio.   
Posteriormente, en octubre de 2021, lanzó el EP "Canciones Chiquitas". Este trabajo acústico consta de cinco temas cortos: "Vuela", "Días Raros", "Noruega", "Buenos Días" y "La Luna y Tú". La producción, coordinación de A&R y la ingeniería de grabación de "Vuela" estuvieron a cargo de JEG (Juan Esteban González "JEG"). De este EP, "Buenos Días" es particularmente destacada como su "canción más importante".   

### Sencillos (2022-2025)
A lo largo de los años siguientes, Laura Pérez lanzó una serie de sencillos que consolidaron su presencia en la escena musical:
- "No Fui Solo Yo" (5 de abril de 2022).
- "El Arte" (16 de agosto de 2022).
- "Brújula" (22 de noviembre de 2022), co-compuesta con Daniela Cabrera.
- "Ser Más (Acústico)" (17 de mayo de 2023), con la participación de Juan Diego Triviño.
- "Tristes, pero no tanto" (28 de junio de 2023), que incluye "Desde que te fuiste", "Aún me dueles" y "Quédate mirando".
- "Dementes" (31 de agosto de 2023).
- "Tregua" (2 de noviembre de 2023), en colaboración con Maréh.
- "Laura (Mi Suerte)" (30 de mayo de 2024), junto a Laura Maré.
- "Apartamento" (17 de septiembre de 2024), que también incluye "Ojalá".
- "Tontería Mía" (21 de noviembre de 2024).
- "Te quiero mucho" (21 de enero de 2025).
- "Envidia" (19 de febrero de 2025).

### Álbum Debut "La Chinita" (2025)
El 20 de febrero de 2025, Laura Pérez lanzó su esperado primer álbum de estudio completo, "La Chinita". Este trabajo es descrito como un "cuerpo de trabajo lleno de honestidad y crudeza que invita a abrir el corazón sin miedos". "La Chinita" es, además, una profunda "carta de amor a su tierra natal" y un sentido homenaje a Bogotá. La concepción del álbum comenzó en marzo de 2024, tras su primera visita a la Ciudad de México, donde encontró una significativa inspiración que la llevó a apreciar aún más su propia ciudad desde la distancia. El álbum cuenta con diez canciones , entre las que se destacan "Quiero ser yo", "Tal cual", "Sumercé", "Apartamento", "Ojalá", "Envidia" y "Te quiero mucho". La producción de varias canciones del álbum, incluyendo "Quisiera odiarte" y "Sumercé", estuvo a cargo de JEG (Juan Esteban González "JEG"), quien también participó en la ingeniería de grabación, arreglos vocales y administración de A&R. Además, JEG (Juan Esteban González "JEG") co-compuso la canción "Tal cual". La propia Laura considera "Tal cual" como la canción que mejor representa su esencia artística.   
La trayectoria profesional de Laura Pérez muestra un crecimiento estratégico y orgánico, pasando de EPs y sencillos a un álbum de larga duración. Este enfoque por fases le permitió refinar su sonido, construir una audiencia leal y establecer su voz artística antes de un lanzamiento de mayor envergadura. Esta progresión gradual probablemente contribuyó a que se convirtiera en un "referente"  al permitir que su sonido y narrativa evolucionaran públicamente.   
El álbum "La Chinita" representa un hito significativo, sirviendo como una culminación profundamente personal y temática de su identidad artística. La inspiración para este álbum surgió de su estancia en la Ciudad de México, lejos de Bogotá , lo que le brindó una nueva perspectiva y una apreciación más profunda por sus raíces. El título del álbum, que es su propio apodo, refuerza aún más esta conexión personal. Así, "La Chinita" es más que una colección de canciones; es una declaración artística y personal que solidifica su enfoque temático y su madurez artística.   

### Tabla de Discografía
| Tipo     | Título                 | Fecha/Año de Lanzamiento | Pistas Clave (Álbumes/EPs)                                                     | Colaboraciones (Sencillos/Pistas)                   | Sello Discográfico (si disponible) | Productor/Créditos de Producción                  |
| EP       | Retazos                | Octubre 2020             | Azulado, Cuántas Veces, El Final                                               | N/A                                                 | N/A                                | JEG (Juan Esteban González "JEG")                 |
| EP       | Canciones Chiquitas    | 26 de octubre de 2021    | Vuela, Días Raros, Noruega, Buenos Días, La Luna y Tú                          | N/A                                                 | (P) 2022 RT60 Artist               | JEG (Juan Esteban González "JEG")                 |
| Sencillo | No Fui Solo Yo         | 5 de abril de 2022       | N/A                                                                            | N/A                                                 | (P) 2022 RT60 Artist               | JEG (Juan Esteban González "JEG")                 |
| Sencillo | El Arte                | 16 de agosto de 2022     | N/A                                                                            | N/A                                                 | (P) 2022 RT60 Artist               | JEG (Juan Esteban González "JEG")                 |
| Sencillo | Brújula                | 22 de noviembre de 2022  | N/A                                                                            | Daniela Cabrera (co-compositora)                    | (P) 2022 RT60 Artist               | JEG (Juan Esteban González "JEG")                 |
| Sencillo | Ser Más (Acústico)     | 17 de mayo de 2023       | N/A                                                                            | Juan Diego Triviño                                  | donproductor_MOB                   | JEG (Juan Esteban González "JEG")                 |
| Sencillo | Tristes, pero no tanto | 28 de junio de 2023      | Desde que te fuiste, Aún me dueles, Quédate mirando                            | JEG (Juan Esteban González "JEG") (Quédate mirando) | (P) 2023 RT60 Artist               | JEG (Juan Esteban González "JEG")                 |
| Sencillo | Dementes               | 31 de agosto de 2023     | N/A                                                                            | N/A                                                 | (P) 2023 RT60 Artist               | JEG (Juan Esteban González "JEG")                 |
| Sencillo | Tregua                 | 2 de noviembre de 2023   | N/A                                                                            | Maréh                                               | ℗ 2024 Mareh Mareh                 | JEG (Juan Esteban González "JEG")                 |
| Sencillo | Laura (Mi Suerte)      | 30 de mayo de 2024       | N/A                                                                            | Laura Maré                                          | (P) 2024 MUN Records               | JEG (Juan Esteban González "JEG") Mango           |
| Sencillo | Apartamento            | 17 de septiembre de 2024 | N/A                                                                            | N/A                                                 | (P) 2024 RT60 Artist               | JEG (Juan Esteban González "JEG")                 |
| Sencillo | Tontería Mía           | 21 de noviembre de 2024  | N/A                                                                            | Juan Pablo Vega                                     | (P) 2024 RT60 Artist               | Juan Pablo Vega                                   |
| Sencillo | Te quiero mucho        | 21 de enero de 2025      | N/A                                                                            | N/A                                                 | (P) 2025 RT60 Artist               | JEG (Juan Esteban González "JEG")                 |
| Sencillo | Envidia                | 19 de febrero de 2025    | N/A                                                                            | Juan Pablo Vega                                     | (P) 2025 RT60 Artist               | Juan Pablo Vega                                   |
| Álbum    | La Chinita             | 20 de febrero de 2025    | Quiero ser yo, Tal cual, Sumercé, Apartamento, Ojalá, Envidia, Te quiero mucho | N/A                                                 | (P) 2025 RT60 Artist               | JEG (Juan Esteban González "JEG") Juan Pablo Vega |

## Colaboraciones

### Colaboradores Clave
- JEG (Juan Esteban González "JEG"): Ha sido un colaborador fundamental en la discografía de Laura Pérez desde sus inicios. Fue el productor de su EP debut "Retazos", encargándose de la producción, mezcla y contribuyendo a la variación de sonidos que complementan las intenciones de cada canción. También fue el productor, coordinador de A&R e ingeniero de grabación de la canción "Vuela" del EP "Canciones Chiquitas". En el sencillo "Quédate mirando" del EP "Tristes, pero no tanto", JEG fue el productor, ingeniero de grabación, administrador de A&R, arreglista musical y co-autor. Su colaboración se extendió al álbum debut "La Chinita", donde JEG fue el productor, ingeniero de grabación, arreglista vocal y administrador de A&R para varias canciones, incluyendo "Quisiera odiarte" y "Sumercé". Además, co-compuso la canción "Tal cual" y "Sumercé" de este álbum. JEG es reconocido como un productor y mezclador con una amplia gama de créditos en música pop e indie, incluyendo trabajos con Laura Pérez.
- Juan Pablo Vega: Esta ha sido una colaboración destacada para su álbum "La Chinita", trabajando juntos en las canciones "Envidia" y "Tontería Mía". Laura considera a Vega una referencia crucial y un mentor en su viaje artístico, destacando que su encuentro fue muy natural y poco forzado.
- Daniela Cabrera: Co-compuso las canciones "Noruega" y "Brújula".
- Laura Maré: Colaboró en la canción "Laura (Mi Suerte)".
- Maréh: Participó en la pista "Tregua".
- Juan Diego Triviño: Contribuyó en "Ser Más (Acústico)".

### Colaboraciones Futuras
Laura Pérez también ha manifestado sus planes para futuras colaboraciones, lo que demuestra una visión de expansión artística:
- Ale Zéguer: Expresa una gran admiración por esta cantautora y ya ha co-escrito dos canciones con ella, con planes de producirlas.
- Benjamín Walker: Un cantautor chileno residente en la Ciudad de México, con quien Laura tiene la intención de componer.

### Filosofía de Colaboración
Laura Pérez concibe la colaboración como un proceso profundamente arraigado en el sentimiento, enfatizando que es "algo de corazón, no una transacción". Se siente genuinamente honrada cuando otros artistas deciden unirse a sus proyectos.   

## Conciertos y Giras

### Estilo de Presentación en Vivo
Las presentaciones en vivo de Laura Pérez se distinguen por un "equilibrio muy interesante" entre canciones acústicas interpretadas en solitario y aquellas con banda completa. Esto permite a las audiencias experimentar el espectro completo de sus diversos estilos. Laura expresa una clara preferencia por el escenario sobre el estudio de grabación, viendo el primero como un lugar de "liberación" donde su "alma se puede mover" y donde hay mayor libertad para la improvisación e incluso el error. Sus conciertos son descritos consistentemente como íntimos, ricos en historias personales, honestidad y humanidad, fomentando una conexión profunda con su público.   

### Presentaciones y Giras Destacadas
Laura Pérez ha tenido importantes actuaciones tanto a nivel nacional como internacional:
Conciertos en Bogotá:
- Ha actuado en el Teatro Astor Plaza de Bogotá en múltiples ocasiones, con fechas programadas para el 20 y 21 de junio de 2025.
- Fue telonera de Camilo en su gira 'Nuestro Lugar Feliz' en Bogotá, lo que representó una plataforma significativa para una artista emergente.
- Participó en una sesión en vivo en el estudio para "Inbox Trece", ampliando su alcance en los medios locales.

Festivales:
- Está programada para presentarse en el Festival Cordillera 2025 en Bogotá, Colombia, del 13 al 14 de septiembre de 2025, un evento musical nacional de gran envergadura.

Gira Internacional (2025):
- Su agenda de giras para 2025 incluye planes para visitar varios países fuera de Colombia, como España (Madrid, Barcelona, Tenerife), Perú, Ecuador, Argentina y Chile.
- Una notable actuación internacional fue en el Foro La Paz en la Ciudad de México el 9 de agosto de 2025. Este evento tuvo una importancia particular, ya que fue la primera vez que sus padres la vieron actuar internacionalmente, lo que añade una capa emocional a su expansión.
- Recientemente, se presentó en Medellín, lo que indica una presencia continua en las principales ciudades colombianas.
- En resumen, su calendario de giras para 2025 incluye 19 conciertos programados en 7 países diferentes, con 9 presentaciones próximas.

La declaración explícita de Laura Pérez sobre su preferencia por el escenario sobre el estudio, describiéndolo como un lugar de "liberación" donde su "alma se puede mover" , es muy reveladora. Esto indica que la actuación en vivo es fundamental para su expresión artística y su conexión con la audiencia. El "equilibrio muy interesante" entre los espectáculos acústicos en solitario y los de banda completa  demuestra su versatilidad y su compromiso con ofrecer una experiencia dinámica. Esto sugiere que sus conciertos no son simplemente eventos promocionales, sino parte integral de su identidad artística, donde su autenticidad y profundidad emocional se manifiestan y se comparten plenamente con sus seguidores.   
La rápida transición de Laura Pérez de conciertos locales en Bogotá (Teatro Astor Plaza)  y festivales nacionales (Festival Cordillera)  a una importante gira internacional que abarca 7 países en 2025  en tan poco tiempo de carrera es un claro indicador de su creciente demanda. El hecho de que sus padres viajaran para ver su primer concierto internacional en la Ciudad de México  subraya la trascendencia de esta expansión. Esta rápida internacionalización no solo demuestra una fuerte demanda por su música más allá de Colombia, sino también una ambición estratégica para construir una base de fans global, lo que sugiere que su estilo auténtico resuena en diversas culturas y mercados.   

## Vida Personal y Filosofía Artística

### Rasgos Personales
Laura se describe a sí misma como una persona sensible, aunque también reconoce tener un "mal genio". Disfruta de pasatiempos únicos como volar cometas y elaborar aretes de porcelanicrón. Su preferencia de vestimenta se inclina hacia la ropa    
oversized. Ha expresado temores, específicamente a las cucarachas y a defraudar a su familia. Según su madre, Laura se caracteriza por tener su cuarto desordenado y por su gusto por los huevos casi crudos. Curiosamente, su tono de voz al hablar es "alegre", lo que contrasta con el tono "melancólico" de su voz al cantar. Expresa una preferencia por vivir el presente en lugar de soñar extensamente, afirmando que le gusta que la vida la sorprenda, aunque anima a otros a soñar.   

### Filosofía Artística
La música es profundamente personal para Laura Pérez; la describe como su "compañera más fiel" y un "lugar seguro que, a veces, nada en este mundo me puede proporcionar". También es su "mejor amiga, mi confidente, mi herramienta favorita". Concibe la música como una entidad multifacética que abarca "refugio, esperanza y frustración", y fundamentalmente, un "proceso de crecer".   
Laura cree que sus luchas y alegrías diarias pueden transformarse en melodías. Su proceso de composición ocurre principalmente por la noche, impulsado por la inspiración que extrae de los sentimientos humanos y sus transformaciones. Se ve a sí misma como un "instrumento" a través del cual un poder superior (Dios o el universo) puede facilitar la sanación en otros por medio de su música. La honestidad y la verdad son primordiales en sus composiciones líricas. Anhela que su amor genuino por la música permanezca inquebrantable.   
Laura alberga la ambición de que su música "trascienda y se convierta en parte de la historia", y que Bogotá y Colombia sean reconocidas como fuentes de "música importante, bonita y del corazón". Considera su álbum "La Chinita" una extensión de sí misma, un    
alter ego dedicado específicamente a honrar sus raíces. Postula que ser artista implica inherentemente tener    
alter egos.   
Las descripciones de Laura Pérez sobre la música van más allá de una simple profesión. La define como su "compañera más fiel", un "lugar seguro" , un "refugio, esperanza y frustración"  y un "proceso de crecer". Incluso atribuye su capacidad para impactar a los oyentes a un propósito divino, viéndose a sí misma como un "instrumento" para la sanación. Esto demuestra que su práctica artística está profundamente entrelazada con su crecimiento personal, el procesamiento de sus emociones e incluso sus creencias espirituales. Es una forma holística de autoexpresión donde sus vulnerabilidades y aspiraciones se canalizan, lo que hace que su música resuene a un nivel profundo con su audiencia.   
Se describe como "sensible" pero también con "mal genio" , y canta con un tono melancólico a pesar de hablar alegremente. Esta dualidad, junto con su miedo a defraudar a su familia  yuxtapuesto con su fuerte convicción artística y su ambición de que su música "trascienda" , revela una paradoja convincente. Su disposición a retratar "experiencias fuertes"  y a escribir desde sus "lugares más honestos y sensibles"  sugiere que aprovecha sus vulnerabilidades personales y complejidades emocionales como fortalezas fundamentales en su composición. Esto hace que su arte sea identificable y poderoso, transformando las luchas internas en narrativas universales.   

## Presencia Digital y Redes Sociales
Laura Pérez mantiene una sólida y activa presencia en diversas plataformas digitales, lo que le permite conectar directamente con su audiencia y difundir su trabajo.

### Canales Oficiales
- YouTube: Su canal oficial es "Laura Pérez - La Chinita" (@lauraperezmusica). Cuenta con 19.1K suscriptores y ha publicado 119 videos. Este canal es un centro neurálgico para sus videos musicales, visualizadores, presentaciones en vivo de      covers e incluso tutoriales de guitarra, como el de su canción "Buenos Días".
- Instagram: Su perfil oficial de Instagram es @lauraperezmusica.
- TikTok: También está presente en TikTok bajo el usuario @lauraperezmusic. La biografía de su perfil de TikTok incluye un enlace a linktr.ee/lauraperezmusica, una herramienta comúnmente utilizada para consolidar todos sus enlaces oficiales en línea.

### Compromiso Digital
Laura Pérez utiliza activamente sus redes sociales para interactuar directamente con su base de fans, anunciar próximas giras y compartir aspectos personales de su vida y música. Su presencia en TikTok demuestra un alto nivel de participación de la audiencia, evidenciado por la gran cantidad de "me gusta" y comentarios en sus publicaciones. Además, cuenta con un número significativo de oyentes en Spotify, superando los 130,000 oyentes mensuales, lo que subraya su amplio alcance digital y popularidad.   

## Conclusiones
Laura Pérez se ha establecido firmemente como una cantautora bogotana de notable proyección, cuyo arte se distingue por su profunda autenticidad y una conexión intrínseca con sus raíces. Su trayectoria, iniciada en 2020 con el EP "Retazos" y culminada en 2025 con el álbum "La Chinita", refleja un crecimiento orgánico y estratégico, pasando de lanzamientos iniciales a una obra completa que rinde homenaje a Bogotá y a sus propias vivencias. La constante colaboración con el productor JEG (Juan Esteban González "JEG") ha sido fundamental en la evolución de su sonido, desde sus primeros EPs hasta la producción de su álbum debut, "La Chinita", consolidando una identidad musical distintiva.
Su música es un reflejo honesto de sus emociones y experiencias, un "refugio" y un "proceso de crecer" que resuena profundamente con su audiencia. La guitarra, su "compañera y confidente", es fundamental en su sonido acústico y en la intimidad de sus letras. La adopción de "La Chinita" como parte de su identidad y título de álbum es un ejemplo de cómo su arte se entrelaza con su origen, creando una marca personal y culturalmente relevante.
El reconocimiento temprano de la industria, evidenciado por sus nominaciones a los Premios Nuestra Tierra, valida su talento y su posicionamiento como una figura influyente entre las cantautoras colombianas. Este reconocimiento se ve amplificado por su considerable base de oyentes en plataformas digitales, lo que demuestra cómo la conexión genuina con el público se traduce en un impacto tangible en la industria.
Laura Pérez no solo ha consolidado su presencia en Colombia, sino que también ha iniciado una ambiciosa expansión internacional, con giras que abarcan múltiples países. Sus colaboraciones, impulsadas por una filosofía de "corazón, no transacción", no solo enriquecen su propuesta artística, sino que también amplían su alcance y validan su visión global.
En síntesis, Laura Pérez representa una voz fresca y auténtica en la música latinoamericana, una artista que, a través de su vulnerabilidad y su profunda conexión con su entorno, ha logrado construir un universo sonoro que trasciende fronteras y promete dejar una huella duradera en la historia musical.